# Klaus Horstmann-Czech

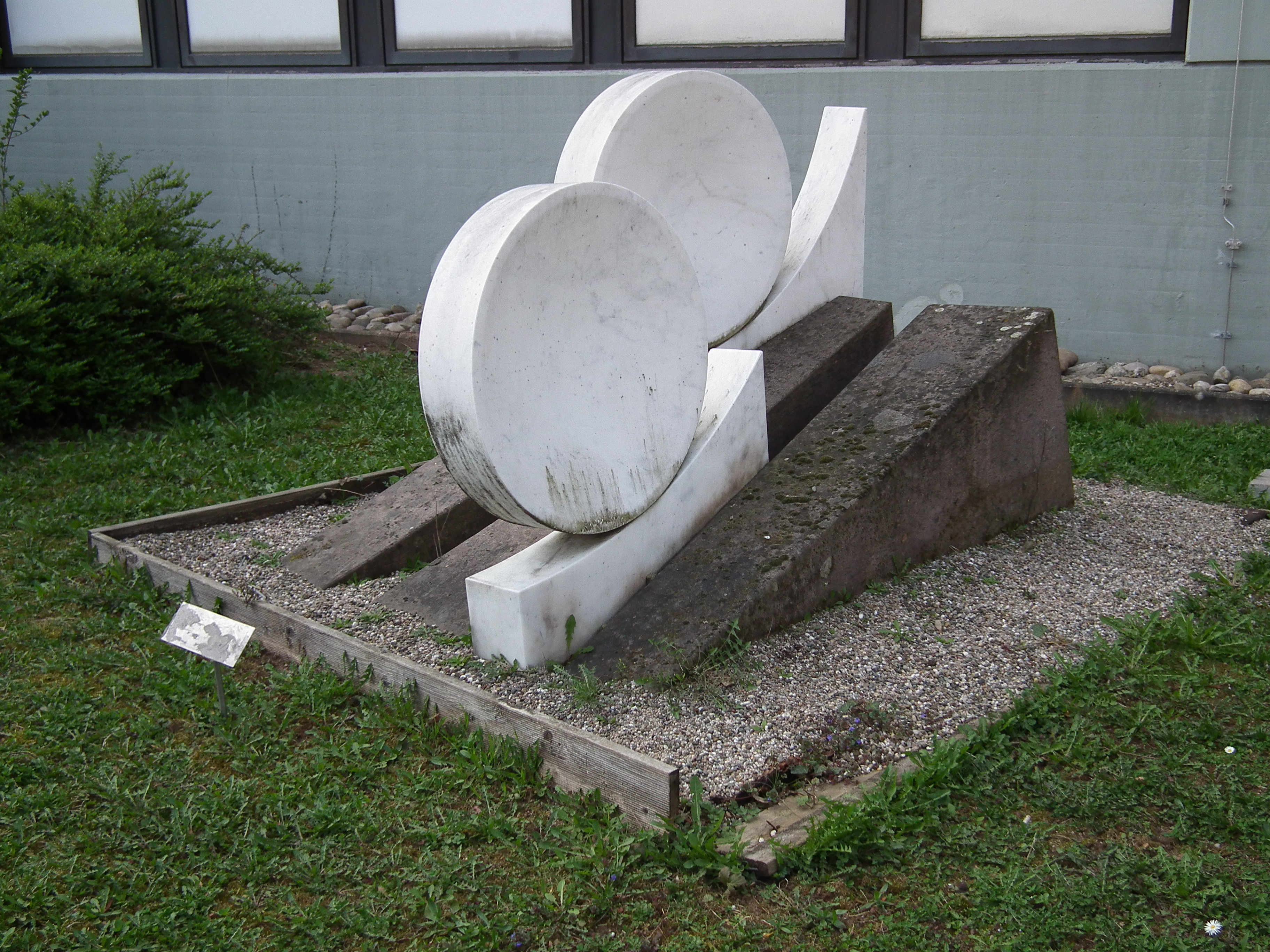
Die Skulptur Primavera aus hellem Carrara-Marmor (Statuario) und mattem Peperino befindet sich seit 2000 vor dem Krankenhaus Salem in Heidelberg

Klaus Horstmann-Czech (* 23. Juni 1943 in Aussig; † 4. Juni 2022 in Heidelberg) war ein deutscher Bildhauer des Konstruktivismus.

## Leben und Werk
1948 zog Klaus Horstmann-Czech mit seinen Eltern nach Heidelberg. Hier begann er eine graphische Ausbildung, die er von 1965 bis 1968 in Berlin fortsetzte. Von 1969 bis 1973 leitete Horstmann-Czech die Moderne Galerie und war Mitgründer der Berliner Kunstmesse. 1974 ging Klaus Horstmann-Czech zur Ausbildung an die Accademia di Belle Arti di Perugia nach Perugia in Italien. 1975 kehrte er zurück nach Berlin und studierte bei Bernhard Heiliger an der Hochschule der Künste Berlin bis 1978. Anschließend war Horstmann-Czech von 1979 bis 1984 Dozent an der Freien Universität Berlin. Horstmann-Czech erhielt den Kunstpreis der Stadt Salzburg. Seine Arbeiten sind vornehmlich aus Stahl, Bronze und Marmor, oft in Materialkombinationen geschaffen. Horstmann-Czech nahm an verschiedenen Bildhauersymposien in Italien teil.
Klaus Horstmann-Czech lebte und arbeitete von 1985 bis 2016 in der Villa Braunbehrens auf dem Heidelberger Kohlhof und in Marina di Carrara in Italien.

## Werke in Heidelberg (Auswahl)

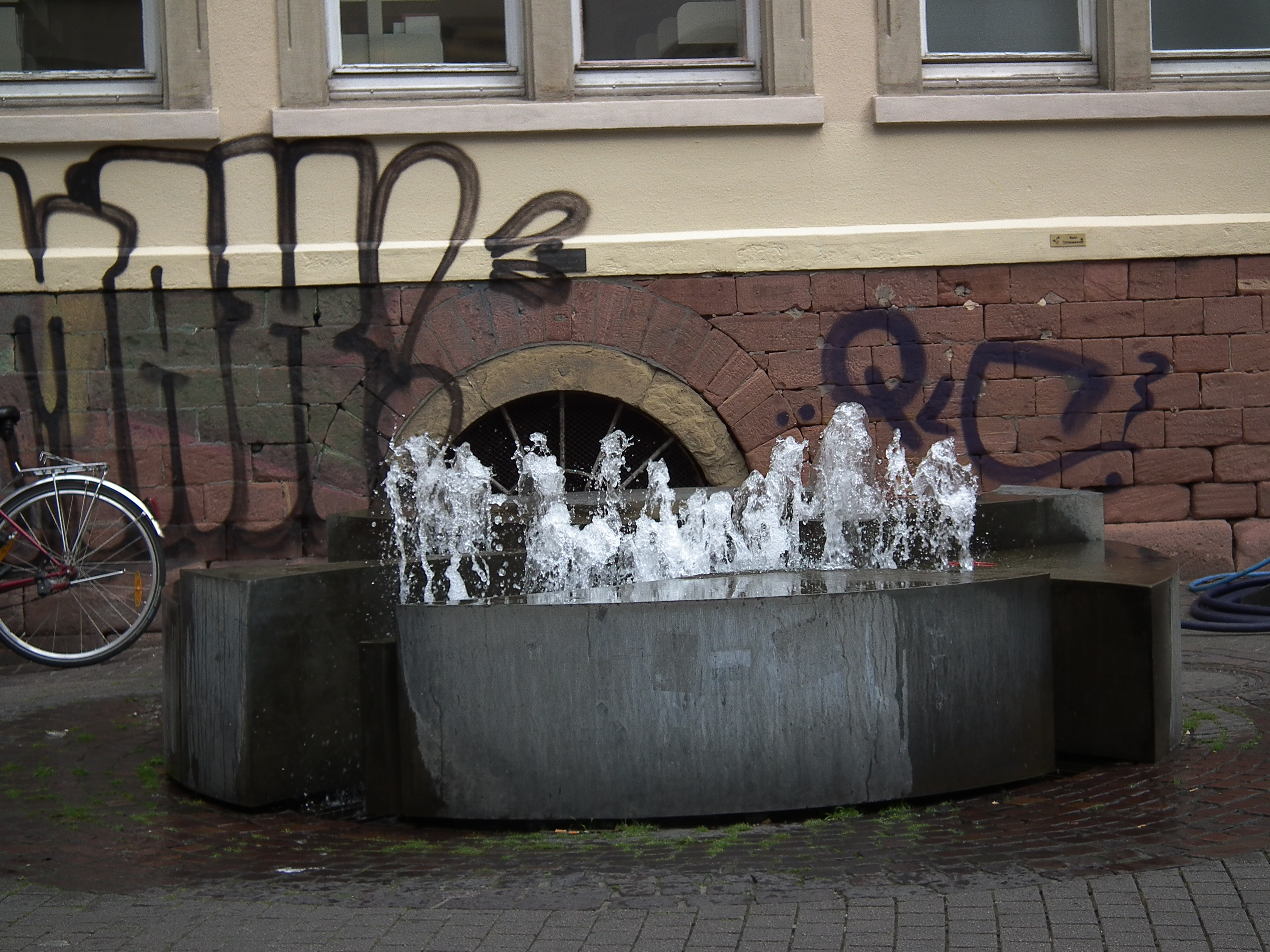
Brunnenplastik Flower von 1978 in der Heidelberger Fußgängerzone

- Brunnenplastik Flower (1978), Ecke Hauptstraße/Brunnengasse
- Skulpturenensemble Dialog (1988), vor dem Springer-Verlag
- Kopf 89 (1989), Rathausfoyer
- Durchlaufende Kugel, 3 Phasen (1974/1991), Skulpturenpark Heidelberg[7]
- Brunnenanlage Atlantis (1994/95), Orthopädische Klinik Heidelberg in Heidelberg-Schlierbach
- Primavera (2000), Krankenhaus Salem
- Catenan (2010), Organisch-Chemisches Institut (Gebäude INF271) der Universität Heidelberg[8]
- Hommage an Goethe (2013), Park bei der Stadtbücherei[9]

## Weitere Werke (Auswahl)
Weitere Werke im öffentlichen Raum befinden sich in Weimar (Hommage an Goethe – 1999), Berlin, Wiesloch, Ulm, Neckargemünd, Buddusò (Sardinien), Teulada (Italien), Vicenza (Italien) und Silkeborg (Dänemark).

## Museumssammlungen
- Museum der Sommerakademie Salzburg in Salzburg
- Kunsthalle Mannheim in Mannheim
- Kurpfälzisches Museum der Stadt Heidelberg in Heidelberg
- Stadtmuseum Weimar in Weimar
- Muzeum mesta in Ústí nad Labem
- Bauhaus Archiv, Museum für Gestaltung in Berlin